# Anne Desclos
Anne Desclos (Rochefort-sur-Mer, 23 september 1907 – Corbeil-Essonnes, 27 april 1998) was een Frans journaliste en romanschrijfster die de pseudoniemen Dominique Aury en Pauline Réage gebruikte.
Na aan de Sorbonne Engels en Frans te hebben gestudeerd, werkte Desclos als journaliste, voordat ze in 1946 bij uitgeverij Gallimard ging werken.

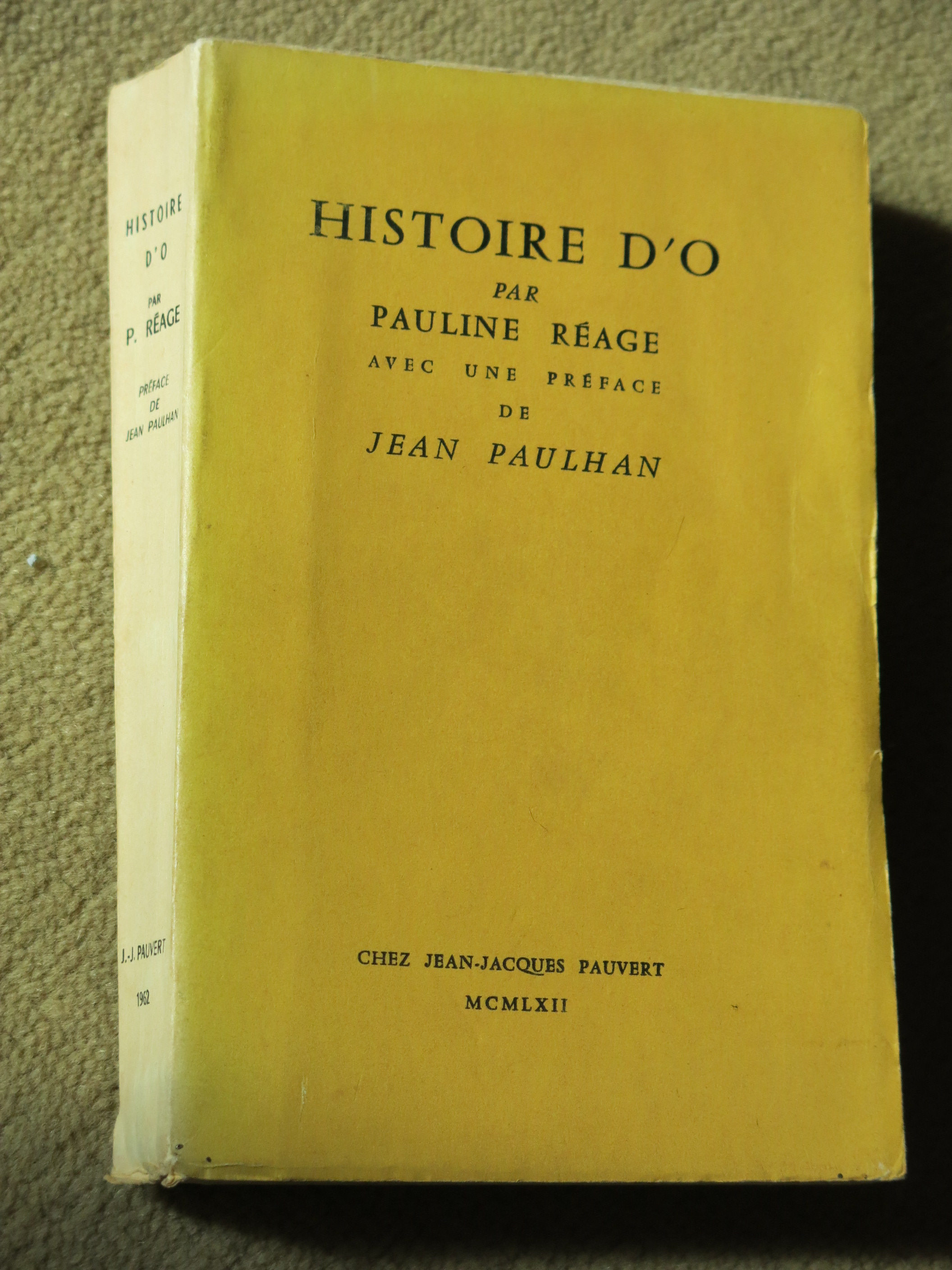
Histoire d'O (ed. 1962)

Haar vriend en baas Jean Paulhan merkte eens op dat vrouwen geen erotische roman konden schrijven. Om zijn ongelijk te bewijzen, schreef ze een sadomasochistische roman die in juni 1954 gepubliceerd werd onder de naam Pauline Réage met de titel Histoire d'O (Het verhaal van O). Het boek, dat het ongelijk van Paulhan bewees, was niet onomstreden en werd een enorm commercieel succes. In 1975 werd de roman verfilmd door Just Jaeckin wat opnieuw tot heel wat ophef leidde.
Anne Desclos gaf haar geheim pas prijs in een interview aan 'The New Yorker' in 1994. In 1988 had ze al de ontwikkelingsgeschiedenis van de roman uit de doeken gedaan in een televisie-interview, maar dat werd nooit uitgezonden.

## Persoonlijk
Desclos had lange tijd een relatie met haar werkgever, Jean Paulhan, de directeur van de Nouvelle Revue Française. Hij was 23 jaar ouder dan zij. Ook had ze een periode een relatie met de geschiedkundige en schrijfster Édith Thomas, die mogelijkerwijs als inspiratie diende voor het karakter Anne-Marie in Het verhaal van O. Ze had een zoon van een kort huwelijk.

## Nederlandse vertalingen
- Pauline Réage: Het verhaal van O. Vertaling: Adriaan Morriën. Amsterdam, De Bezige Bij, 1969. (Geen ISBN).  7e druk: Amsterdam, De Arbeiderspers, 1993. ISBN 90-295-3469-9. Amsterdam, Rainbow Pocket, 1999: ISBN 90-417-4003-1. Amsterdam, Het Parool, 2005: ISBN 90-250-0010-X. Amsterdam, Lebowski Publishers, 2013: ISBN 978-90-4881713-9.
- Pauline Réage: Terug naar Roissy. Vertaling: Adriaan Morriën en Anna Tilroe. Amsterdam, De Bezige Bij, 1977. ISBN 90-234-0566-8.

## Bron
- Angie David, Dominique Aury, uitg. Scheer, Parijs, 2006. ISBN 2-7561-0030-7 (biografie in het Frans).

- Bibsys: 13019221
- Biblioteca Nacional de España: XX976086
- Bibliothèque nationale de France: cb118895942 (data)
- Catàleg d'autoritats de noms i títols de Catalunya: 981058518789306706
- CiNii: DA00638099
- Gemeinsame Normdatei: 1168815207
- International Standard Name Identifier: 0000 0001 2032 0042
- Library of Congress Control Number: n79058378
- Nationale Bibliotheek van Letland: 000047903
- MusicBrainz: b6ffdcd1-0a99-4e91-9bf3-be52d9a8ec6d
- Bibliotheek van het Japanse parlement: 00473571
- Nationale Bibliotheek van Tsjechië: xx0021004
- Nationale bibliotheek van Australië: 36256101
- Nationale Bibliotheek van Israël: 987007278070705171
- Nationale Bibliotheek van Polen: a0000002486254
- Nederlandse Thesaurus van Auteursnamen: 069531242
- Réseau des bibliothèques de Suisse occidentale: 02-A000014129
- Istituto Centrale per il Catalogo Unico: MESV001520
- LIBRIS: 264894
- SNAC: w6h494zg
- Système universitaire de documentation: 026697041
- Trove: 1237697
- Virtual International Authority File: 103211211